# 藤原良房

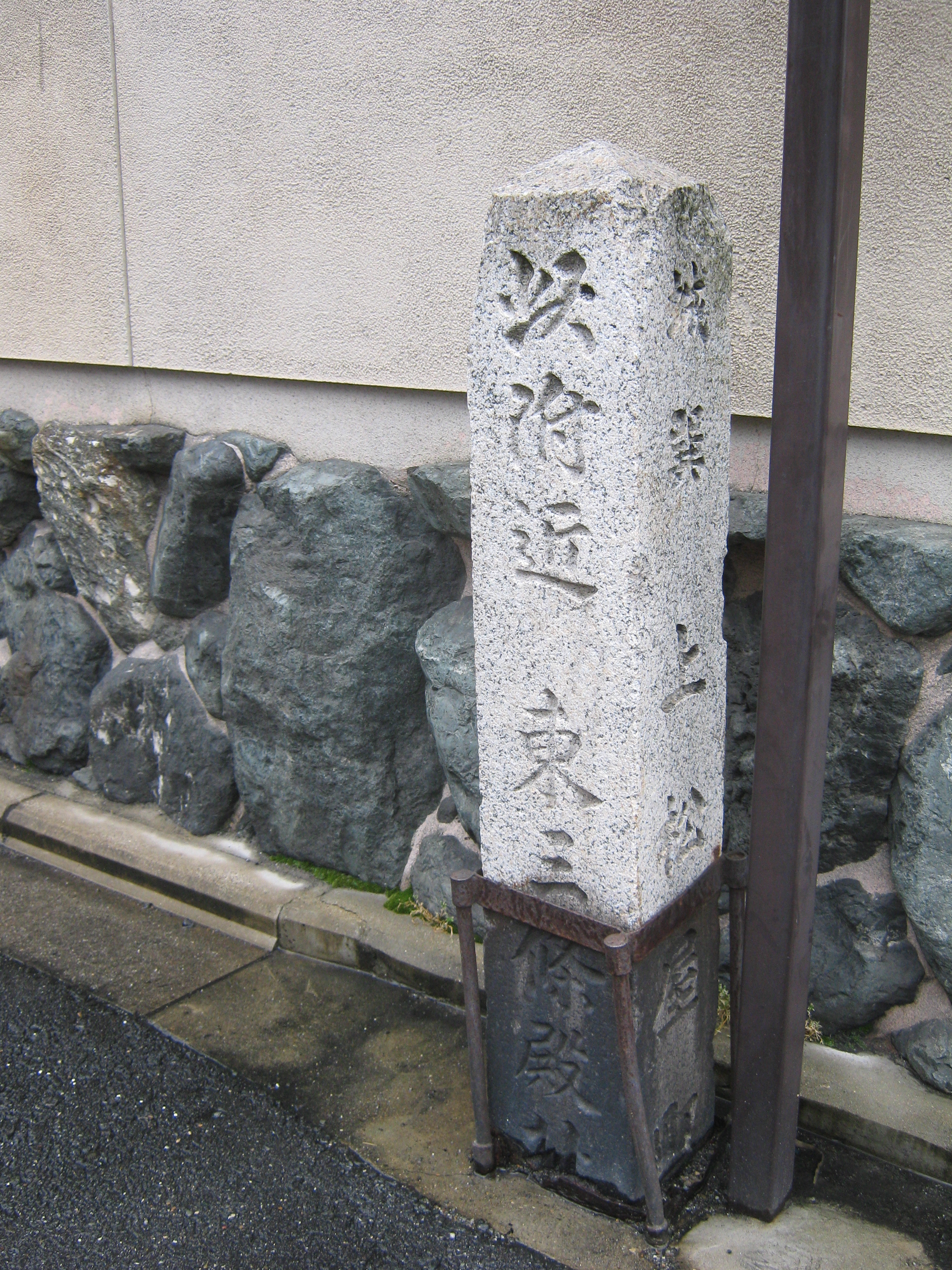
東三条殿跡・藤原良房が創設、京都市中京区押小路通釜座西北角

藤原 良房（ふじわら の よしふさ、延暦23年〈804年〉 - 貞観14年〈872年〉）は、平安時代初期から前期にかけての公卿。藤原北家、左大臣・藤原冬嗣の次男。官位は従一位・摂政太政大臣、贈正一位。染殿、白河殿と称される。諡は忠仁公 、国封は美濃公。
皇族以外の人臣として初めて摂政の座に就いた。また、藤原北家全盛の礎を築いた存在であり、良房の子孫たちは相次いで摂関となった。子孫が絶えんことを願った人（子孫がいないように見せかける）として『徒然草』に聖徳太子とともに名が挙がっている。

## 経歴

### 若年期：嵯峨天皇皇女の降嫁
嵯峨天皇に深く信任された優秀な廷臣で、左大臣に昇った藤原冬嗣の次男として生まれる。弘仁14年（823年）選ばれて嵯峨天皇の皇女だった源潔姫と結婚する。当時は皇女が臣下に降嫁する事は禁じられていたが、潔姫は既に臣籍降下していたためその対象外だった。それでも皇女が臣下に嫁ぐのは前代未聞であり、平安時代中頃までにおいてこの待遇を受けたのは源順子（宇多天皇皇女、一説には実は光孝天皇の皇女）と結婚した藤原忠平のみである。嵯峨天皇は良房の類い希な気高く雅やかなみなりを気に入って、特別に勅して皇女を嫁がせたといい、長男の長良を差し置いて良房が降嫁の相手に選ばれたのもそうした個人の資質の差によるものと考えられる。
天長3年（826年）淳和天皇の蔵人に補せられ、天長5年（828年）従五位下に叙せられた。妹の順子は皇太子正良親王（後の仁明天皇）の妃として道康親王（後の文徳天皇）を生んでおり、良房も天長7年（830年）に正良親王の春宮亮に任じられていて、非常に親しい間柄だった。また父に引き続いて嵯峨上皇と皇太后の橘嘉智子にも深く信任されていた。

### 仁明朝：承和の変を通じた台頭
仁明朝に入ると、自らの舅で天皇の実父である嵯峨上皇の支援を受けて急激に昇進する。天長10年（833年）仁明天皇の即位に伴って従五位上・左近衛少将兼蔵人頭に叙任されると、同年末までに一挙に従四位下・左近衛権中将まで昇進し、翌承和元年（834年）に参議に任ぜられ公卿に列す。翌承和2年（835年）に上席参議7名を超えて従三位・権中納言に昇進すると、その直後から太政官政務を主催する機会が散見されるようになり、早くも公卿たちが良房の権勢を憚っていた様子が窺われる。
承和7年（840年）中納言、承和9年（842年）正月に正三位。同年7月に嵯峨上皇が重病に伏すと、淳和上皇の皇子・恒貞親王に仕える春宮坊の諸官人に動揺が走ったとみられるが、良房はこれを察知して橘氏公に代わって右近衛大将を兼任して武力を掌握する。嵯峨上皇が死去するとまもなく、阿保親王から密告を受けて皇太后・橘嘉智子が春宮坊における恒貞親王を東国へ遷す計画を良房に報告する。橘嘉智子も国母として権力を有していたが、良房の権勢と職能を踏まえてこの密告を知らせたものと見られる。また、この際に恒貞親王の廃太子が合意され、仁明天皇に上奏された可能性もある。結局、恒貞親王は皇太子を廃されて新たに道康親王が立太子された（承和の変）。承和の変は藤原氏による他氏（橘氏・伴氏）排斥により摂関政治成立の契機となった事件と解釈されてきた。しかし、変の時点で藤原氏の優位は明らかであることから藤原氏による他氏排斥ではなく、恒貞廃太子=道康立太子を目的に利害が一致した良房と橘嘉智子が共謀して企てた陰謀の可能性が指摘されている。また、古くから藤原良房を変の首謀者であるとする通説が定着していたが、当時中納言に過ぎなかった良房に1人で皇太子を廃立できるだけの権力を行使出来ないとする批判も出されており、良房が首謀者であったとしてもあくまでも首謀した政治勢力の一員としての行動と見るべきである。変を通じて良房は皇太子の外伯父となると共に、大納言に昇進する。さらに大納言・藤原愛発と中納言・藤原吉野が失脚して、太政官の上席は老齢の左大臣・藤原緒嗣と大納言・橘氏公、及び嵯峨天皇皇子の若い右大臣・源常のみになっており、良房は朝廷での影響力を一挙に強めた。
変後しばらくは、源常と良房の二人が太政官の政務を領導していたが、承和10年（843年）藤原緒嗣、承和14年（847年）橘氏公が没して、承和15年（848年）良房が右大臣に昇るとほぼ独裁体制を確立した。またこの間、周忌斎会の日程や嵯峨上皇の祟りの認否に関連して嵯峨上皇の遺志を否定し、その影響力の排除に努めている。

### 文徳朝：外孫惟仁を皇太子に擁立
嘉祥3年（850年）に道康親王が即位（文徳天皇）。良房は潔姫が生んだ明子を天皇の春宮時代から妻として入侍させていたが、明子は天皇の即位後まもなく第四皇子・惟仁親王を生む。文徳天皇は第一皇子・惟喬親王（母は紀名虎の娘）を愛し、惟仁親王が幼すぎる事を案じて、惟喬親王を惟仁が成長するまでの中継ぎの天皇とする希望を持っていたとされるが、結局同年11月に惟仁親王が立太子する。当時の慣例として、天皇即位後数日の内に皇太子を冊立するところ、この時は8ヶ月も経過していたことから、天皇と良房の間で葛藤があったことが想定される。具体的な良房の動きは伝わらないが、3人の兄を越えて惟仁を皇太子に擁立した良房を風刺する「三超の童謡」が歌われていたほか、良房と紀名虎が立太子を競ってそれぞれ真言僧・真雅と惟喬親王の護持僧・真済とに修法を行わせた、あるいは二人が相撲をとって決着をつけたという伝説もある。
嘉祥4年（851年）正二位に昇り、斉衡元年（854年）左大臣・源常が没したために良房は一上となる。同年左近衛大将を兼ねる。斉衡3年（856年）郊天祭祀（中国の皇帝が行った国家祭祀で、都の南の郊外で天神地祇を祀る儀式）が、桓武朝以来69年ぶりに開催される。良房はこれに積極的に関与しているが、この祭祀で文徳天皇の正当性を天下に訴えて権威付けを図るとともに、皇太子惟仁親王の立場を盤石にし、即位に向けた布石とする意図があったと想定される。斉衡4年（857年）にはついに従一位・太政大臣に叙任され、道鏡以来約90年ぶりの太政大臣として位人臣を極めた。良房は太政官の政務を弟の右大臣・藤原良相に委ね、自らはのちの摂政と同様に天皇大権を掌握し、事実上の詔勅の発出主体となったとみられる。またこの頃、国史（『続日本後紀』）編纂の責任者も務めている。

### 清和朝：人臣初めての摂政へ
天安2年（858年）に文徳天皇が死去し、良房の外孫・惟仁親王が9歳で即位する（清和天皇）。『公卿補任』ではこの時に摂政に就任して貞観6年（864年）に清和天皇の元服と共に摂政を退いたとするが、正史である『日本三代実録』の清和天皇即位の記事には摂政に関する記述がないことから、良房は太政大臣として天皇を後見したと考えられている。なお、太政大臣の職掌は太政官の政務のすべてに及んでいたが、令の規定は具体性を欠いていた。太政大臣の職掌の具体化として、後世に摂政の職務とされた権限を行使していたものと見られる。両者の職掌が明確に分離されたのは次代の基経の時代である。清和天皇は幼少期に良房の邸宅で育てられたので、良房を終始篤く信任していた。
清和天皇即位の翌月の12月には、朝廷が特に尊重し、年末に荷前の使を派遣して奉幣する十陵四墓が定められる。また、貞観2年（860年）には九州の宇佐から八幡神を山城国男山に勧請して石清水八幡宮を創祀しているが、いずれも良房が幼帝である清和天皇の権威付けを意識して行った施策と想定される。また、貞観5年（863年）には神泉苑を利用して史上初めて朝廷主催で御霊会を開催した。これは、かつて政争に敗れて不慮の死を遂げた早良親王・伊予親王・藤原吉子・藤原仲成・橘逸勢・文室宮田麻呂の6人の霊の慰撫により、疫病（咳逆病）を鎮めることを目的としたイベントであるが、これら6名はいずれも清和天皇の近祖に関わる者であったことから、これも清和天皇の存在感に重みを増すための演出とも考えられる。
貞観6年（864年）冬に良房は大病を患って政務を退いたとみられ、その間に太皇太后・藤原順子、その信任を得ている右大臣・藤原良相、太皇太后宮大夫を兼ねる大納言・伴善男の三者連合が政権中枢を牛耳っていたとみられる。一方で、左大臣源信・中納言源融・右兵衛督源勤らの兄弟が謀叛を謀っているとの投書があり、信と対立していた大納言・伴善男はあからさまに讒言するなど、政情は不安定な状況にあった。翌貞観7年（865年）秋までに良房は回復し政務に復帰する。なお、良房の意志によるものか、清和天皇は即位後も内裏（仁寿殿）に入らず東宮に居住していたが、良房が病に伏した上に内裏に天皇不在という二重の異常事態に良房も危機感を覚えたらしく、同年11月に清和天皇は初めて内裏に移っている。貞観8年（866年）3月に藤原良相の西三条第（百花亭）に清和天皇が行幸して、40人もの文人を参加させた詩会を伴う大規模な花見の宴が開催される。これに対して、閏3月には良房の染殿第にて天皇の行幸を伴う観桜宴が競うように開催された。先の投書事件が良房の不在を狙って起こされた可能性があり、良房が良相に対して俄に警戒心を強めたと想定されるが、ここで競うように天皇を招待しての観桜会が行われ、両者の亀裂が決定的なものとなる。

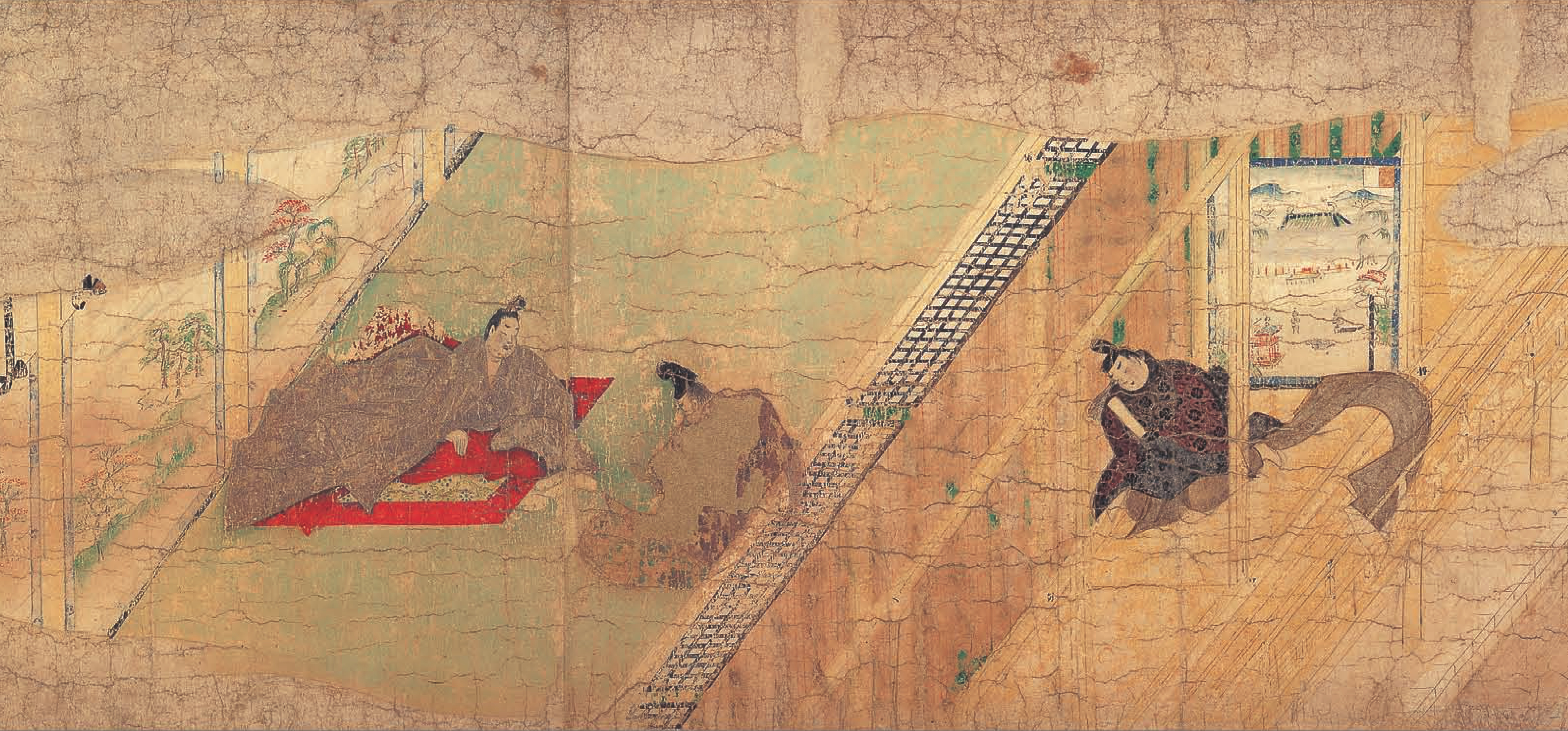
清涼殿で清和天皇（左）に対面する藤原良房

この状況の中で、貞観8年（866年）閏3月に応天門が焼失する。右大臣・藤原良相と大納言・伴善男が左大臣・源信に応天門放火の嫌疑をかけた。しかし、これを知った良房が清和天皇に奏聞した結果、勅によって慰諭の遣使が行われて源信の嫌疑は晴れた。その後8月になって、大宅鷹取が応天門放火犯として伴善男を告発したため、伴善男に対する訊問が行われるが、この最中に清和天皇は良房に「摂行天下之政（天下の政（まつりごと）を摂行せしむ）」とする摂政の詔を与えた。これが人臣最初の摂政である。その後、事件の犯人として伴善男が失脚し、藤原良相は連座を逃れたものの政治的影響力を失った（応天門の変）。同年12月には数度に亘る致仕の上表を行った藤原良相を横目に、養子・藤原基経の妹の高子を清和天皇に入内させている。
良房は晩年に法制の整備と修史編纂に力を注ぎ、『貞観格式』を公布させるとともに（格は貞観11年（869年）、式は貞観13年（871年）に公布）、仁明天皇の一代のみを対象とした『続日本後紀』を貞観11年（869年）に完成させている。
貞観13年（871年）准三宮を宣下される。貞観14年（872年）年初から流行していた咳逆病に良房も罹患して重症に陥ったとみられ、2月半ば、宮中に与えられていた宿廬を退出して自邸に移る。しかし、良房の体調は回復せず、清和天皇から度者80人が下賜されるなどしたが効果はなく、同年9月2日死去。享年69。没後正一位を追贈され、忠仁公と諡された。

## 官歴
注記のないものは『六国史』による。
- 弘仁14年（823年） 日付不詳：嵯峨天皇皇女の源潔姫と結婚[33]
- 天長3年（826年） 1月：蔵人[34]。2月：中判事[34]
- 時期不詳：正六位上
- 天長5年（828年） 1月7日：従五位下。閏3月9日：大学頭[34]
- 天長7年（830年） 5月：春宮亮（皇太子は正良親王）[34]。11月：兼越中権守[34]。閏12月：兼加賀守[34]
- 天長10年（833年）2月30日：兼左近衛権少将。2月：蔵人頭[34]。8月8日：正五位下。11月1日：兼左近衛権中将。11月18日：従四位下
- 承和元年（834年） 7月9日：参議。左近衛権中将如元[34]
- 承和2年（835年） 1月7日：従四位上。4月7日：従三位。権中納言。4月16日：兼左兵衛督
- 承和6年（839年） 1月11日：兼陸奥出羽按察使
- 承和7年（840年） 8月8日：中納言
- 承和9年（842年） 1月7日：正三位。7月11日：兼右近衛大将。7月25日：大納言。8月11日：兼民部卿
- 承和15年（848年） 1月10日：右大臣。右近衛大将如元
- 嘉祥2年（849年） 1月7日：従二位
- 嘉祥4年（851年） 11月7日：正二位
- 仁寿4年（854年） 8月28日：左近衛大将
- 斉衡4年（857年） 2月19日：太政大臣。4月19日：従一位
- 貞観8年（866年） 8月19日：摂政
- 貞観13年（871年） 4月10日：准三宮
- 貞観14年（872年） 9月2日：薨御。9月4日：贈正一位

## 系譜
- 父：藤原冬嗣
- 母：藤原美都子（藤原真作の娘）または大庭王の娘
- 妻：源潔姫（嵯峨天皇の娘）（810-856）
  - 女子：藤原明子（828-900） - 文徳天皇女御
  - 養子：藤原基経（836-891） - 兄・藤原長良の三男

### 生母について
藤原良房の生母については通説では藤原美都子とされるが、請田正幸は以下の点から藤原良世の生母でもある大庭王の娘が正しいとする説を唱える。
1. 『公卿補任』の天長11年条の良房の項目において良房の母は大庭王の娘と記され、異説として藤原美都子が追記されている。また、『尊卑分脈』においても、良房の欄では母は藤原美都子とされている一方で、良世の欄では大庭王の女、忠仁公（良房）同母、と矛盾した内容になっている。
2. 良世が著した『興福寺縁起』の長講会の部分において良房が両親の為に長講会を始めたとある。この中で良世は自分が続けなければならないところ高齢で無理なため寺領を寄付した事、また順子が先考（亡父・冬嗣）の為に寄進したことが記されているが、これは良房の母親は良世とは同じであるが順子とは違う事を意味する（順子は父親のみを供養の対象としているため）。また、先妣（亡母）は尚侍正二位に叙せられたとあるが、美都子は没後の贈位で従三位から正一位になっているので二位に叙せられた事実はない。
3. 良房・清和天皇共に舎人親王系王氏ゆかりの宗像神を特に信仰していたが、これは良房の母方が王氏であった事を示す傍証となる。

なお、請田は良房の母に関する系図の改竄は藤原摂関家がその始祖と言うべき良房と自分達の血縁上の祖である美都子所生の長良（基経の実父）が異母兄弟である事実を不都合と捉えた事によるものであり、『大鏡』が編纂された11世紀には行われていたとする。また、請田説を取ると、良房と良相及び文徳天皇（順子所生）との対立の背景の1つとして良房と彼らの血縁的結びつきの弱さがあり、それが良房をして外孫である清和天皇の即位を推し進める一因になったと解される。